# Tonnay-Charente
 Tonnay-Charente  es una población y comuna francesa, situada en la región de Nueva Aquitania, departamento de Charente Marítimo, en el distrito de Rochefort y cantón de Tonnay-Charente.

## Demografía
| 5732 | 6332 | 6430 | 6380 | 6814 | 6628 |
| Para los censos de 1962 a 1999 la población legal corresponde a la población sin duplicidades (Fuente: INSEE [Consultar]) |      |      |      |      |      |